# Jon Snersrud
Jon Snersrud   (Flå, 1 d'octubre de 1902 - Tinn, 10 d'agost de 1986) va ser un esquiador noruec, especialista en combinada nòrdica, que va competir durant la dècada de 1920.
El 1928 va prendre part en els Jocs Olímpics de Sankt Moritz, on guanyà la medalla de bronze en la prova de la combinada nòrdica.